# 2020年新党代表・党名選挙
2020年新党代表・党名選挙（2020ねんしんとうだいひょう・とうめいせんきょ）は、2020年9月10日に実施された立憲民主党と国民民主党、衆議院の無所属議員グループである社会保障を立て直す国民会議と無所属フォーラムが合流して結党する新党の代表選出及び党名決定選挙である。報道では「野党合流新党代表選」などとも呼ばれた。選挙の結果、代表に枝野幸男が選出され、党名が「立憲民主党」に決定した。

## 概要
2020年8月24日、立憲民主党・国民民主党・社会保障を立て直す国民会議、無所属フォーラムの2党2グループの幹事長が新党を結党することに合意する。
9月1日、2党2グループの幹事長と新党代表選出・党名決定の選挙管理委員は、代表選出・党名決定選挙の告示日を9月7日、投票日を9月10日、結党大会を9月15日とすることを決定する。
投票については、9月3日までに新党の入党意向のあった国会議員149名で決定した。立憲民主党・国民民主党の一般党員・サポーターは、それぞれの党首選挙への投票権があったが、今回の党首選挙への投票権は与えられていない。
9月10日に行われた選挙の結果、代表には立憲民主党代表の枝野幸男が、党名には「立憲民主党」が選ばれた。輿石東元民主党幹事長は、今回の代表選について「風通しの良い党運営が争点となった」と指摘している。代表の枝野の任期は、新党結党から2022年9月末日までとなる。

## 新党への国会議員の合流状況

### 新「立憲民主党」
本選挙の実施までに新「立憲民主党」への参加移行を表明した者をここに記載する。
立憲民主党
衆議院議員 56人
- 青柳陽一郎
- 赤松広隆
- 阿久津幸彦
- 安住淳
- 阿部知子
- 荒井聰
- 池田真紀
- 石川香織
- 生方幸夫
- 枝野幸男
- 大河原雅子
- 大串博志
- 逢坂誠二
- 岡島一正
- 岡本章子
- 落合貴之
- 尾辻かな子
- 海江田万里
- 神谷裕
- 亀井亜紀子
- 川内博史
- 菅直人
- 黒岩宇洋
- 近藤昭一
- 桜井周
- 佐々木隆博
- 篠原豪
- 末松義規
- 高木錬太郎
- 武内則男
- 辻元清美
- 手塚仁雄
- 長尾秀樹
- 中川正春
- 中谷一馬
- 長妻昭
- 西村智奈美
- 長谷川嘉一
- 福田昭夫
- 堀越啓仁
- 本多平直
- 松田功
- 松平浩一
- 道下大樹
- 宮川伸
- 村上史好
- 森山浩行
- 矢上雅義
- 山内康一
- 山川百合子
- 山崎誠
- 山花郁夫
- 山本和嘉子
- 横光克彦
- 吉田統彦
- 早稲田夕季

立憲民主党
参議院議員 32人
- 有田芳生
- 石垣のりこ
- 石川大我
- 石橋通宏
- 打越さく良
- 江崎孝
- 小川敏夫
- 小沢雅仁
- 小沼巧
- 勝部賢志
- 川田龍平
- 岸真紀子
- 熊谷裕人
- 斎藤嘉隆
- 塩村文夏
- 芝博一
- 杉尾秀哉
- 田島麻衣子
- 長浜博行
- 那谷屋正義
- 難波奨二
- 野田国義
- 白眞勲
- 鉢呂吉雄
- 福山哲郎
- 牧山弘恵
- 真山勇一
- 水岡俊一
- 宮沢由佳
- 森屋隆
- 吉川沙織
- 蓮舫

国民民主党
衆議院議員 31人
参議院議員9人
- 青山大人
- 泉健太
- 稲富修二
- 大島敦
- 大西健介
- 岡本充功
- 奥野総一郎
- 小熊慎司
- 小沢一郎
- 城井崇
- 源馬謙太郎
- 後藤祐一
- 小宮山泰子
- 近藤和也
- 斉木武志
- 篠原孝
- 下条みつ
- 白石洋一
- 関健一郎
- 津村啓介
- 原口一博
- 日吉雄太
- 平野博文
- 牧義夫
- 馬淵澄夫
- 緑川貴士
- 森田俊和
- 谷田川元
- 山岡達丸
- 屋良朝博
- 渡辺周

- 青木愛
- 木戸口英司
- 古賀ゆきひと
- 田名部匡代
- 徳永エリ
- 羽田雄一郎
- 森裕子
- 森本真治
- 横沢高徳

社会保障を立て直す国民会議
衆議院議員6人
- 野田佳彦
- 玄葉光一郎
- 広田一
- 階猛
- 重徳和彦
- 中島克仁

無所属フォーラム
衆議院議員 12人
- 伊藤俊輔
- 今井雅人
- 江田憲司
- 岡田克也
- 小川淳也
- 金子恵美
- 菊田真紀子
- 田嶋要
- 寺田学
- 中村喜四郎
- 山井和則
- 柚木道義

民友会
参議院議員 2人
- 郡司彰
- 小西洋之

その他
衆議院議員1人
- 佐藤公治

### 結成までに新「立憲民主党」に入党
無所属等
衆議院議員
- 松原仁[注釈 1]

### 新「国民民主党」
国民民主党代表である玉木を中心とした（新）国民民主党に参加する議員。
国民民主党
衆議院議員
- 浅野哲
- 古川元久
- 山尾志桜里
- 前原誠司
- 岸本周平
- 玉木雄一郎
- 西岡秀子[19]

国民民主党
参議院議員
- 小林正夫
- 榛葉賀津也
- 伊藤孝恵
- 大塚耕平
- 浜野喜史
- 矢田稚子
- 足立信也

無所属等
参議院議員
- 舟山康江[20][21]

### その他、無所属など
国民民主党
衆議院議員
- 古本伸一郎
- 吉良州司

国民民主党
参議院議員
- 増子輝彦[18]
- 田村麻美
- 礒崎哲史
- 川合孝典
- 浜口誠
- 柳田稔

無所属等
参議院議員
- 上田清司
- 平山佐知子
- 嘉田由紀子[23]
- 芳賀道也[20]
- 寺田静[20]
- 永江孝子[24]
- 安達澄
- 伊波洋一

## 代表選データ

### 日程
- 9月7日（月） 
  - 告示、立候補受付
  - 候補者共同記者会見
- 9月9日（水） 
  - 公開討論会（日本記者クラブ主催）
  - 公開討論会（ニコニコ生放送）
- 9月10日（木） 
  - 投開票
  - 新党代表記者会見
- 9月15日（火） 
  - 立憲民主党結党大会

### 選挙人
| 種別       | 人数  |
| ---------- | ----- |
| 衆議院議員 | 106人 |
| 参議院議員 | 43人  |
| 合計       | 149人 |

### 選挙管理委員会
- 委員長　海江田万里（立憲民主党）
- 委員 難波奨二（立憲民主党）、斉木武志、関健一郎（以上、国民民主党）、菊田真紀子（無所属フォーラム）、広田一（社会保障を立て直す国民会議）

## 立候補者
届出順
| 肖像 | 候補者名 | 所属政党   | 現職                                              | 主な主張 | 党名案     |
| ---- | -------- | ---------- | ------------------------------------------------- | --- | ---------- |
|      | 泉健太   | 国民民主党 | 衆議院議員（7期・京都3区） 国民民主党政務調査会長 | 「熟議の場の確保」と「風通しの良い党運営」 「提案型の野党第1党」を目指す。時限的な「消費税ゼロ」や「改革中道の政治」                        | 民主党     |
|      | 枝野幸男 | 立憲民主党 | 衆議院議員（9期・埼玉5区） 立憲民主党代表         | 「党の方針が決まれば従うべき」「リーダーがきぜんとガバナンスをとっていくことが重要」 「離合集散の歴史に終止符を打ち、政権の選択肢になる」。 | 立憲民主党 |

### 推薦人
衆参別五十音順
| 候補者   | 推薦人 |
| -------- | --- |
| 泉健太   | 青山大人、大島敦、大西健介、小熊慎司、城井崇、源馬謙太郎、後藤祐一、近藤和也、重徳和彦、階猛、篠原孝、津村啓介、寺田学、下条みつ、白石洋一、平野博文、緑川貴士、森田俊和、渡辺周、郡司彰、古賀之士、田名部匡代、徳永エリ、羽田雄一郎、森本真治       |
| 枝野幸男 | 石川香織、江田憲司、大河原雅子、逢坂誠二、小川淳也、小沢一郎、亀井亜紀子、川内博史、菅直人、近藤昭一、佐々木隆博、佐藤公治、武内則男、辻元清美、西村智奈美、野田佳彦、堀越啓仁、牧義夫、矢上雅義、江崎孝、小沢雅仁、長浜博行、水岡俊一、森屋隆、蓮舫 |

- 出典
  - 『泉健太 推薦人』（PDF）（プレスリリース）旧国民民主党、2020年9月7日。
  - 『枝野幸男 推薦人名簿』（PDF）（プレスリリース）旧国民民主党、2020年9月7日。

## 選挙結果
| 代表選出選挙 | 代表選出選挙 |
| ------------ | ------------ |
| 枝野幸男     | 107票        |
| 泉健太       | 42票         |

| 党名決定選挙 | 党名決定選挙 |
| ------------ | ------------ |
| 立憲民主党   | 94票         |
| 民主党       | 54票         |
| その他       | 1票          |